# 기세니
기세니(Gisenyi)는 르완다 서부주의 도시로, 키부 호반에 위치하며 콩고 민주 공화국과 국경을 접한다. 1994년 르완다 집단살해 당시에 르완다 임시 정부가 수립된 도시이기도 하다.